# سباستیانو دسپلانچس
سباستیانو دسپلانچس (انگلیسی: Sebastiano Desplanches؛ زادهٔ ۱۱ مارس ۲۰۰۳) بازیکن فوتبال اهل ایتالیا است که در حال حاضر برای پالرمو در پست دروازه‌بان بازی می‌کند.
وی همچنین در تیم‌های ملی فوتبال زیر ۱۵ سال، زیر ۱۶ سال، زیر ۱۸ سال، زیر ۱۹ سال، زیر ۲۰ سال و زیر ۲۱ سال ایتالیا بازی کرده است.

## دوران باشگاهی
سباستیانو دسپلانچس در نووارا به دنیا آمد و فوتبال حرفه‌ای را در بخش جوانان آ.ث. میلان آغاز کرد. در ۱ سپتامبر ۲۰۲۲، او میلان را ترک کرد و با باشگاه ویچنزا از سری سی قرارداد بست.
در ۵ ژانویه ۲۰۲۳، دسپلانچس به‌صورت قرضی به تیم ترنتو که هم‌ردهٔ ویچنزا بود، پیوست تا پایان فصل در این تیم بازی کند.
در ۱۷ ژوئیه ۲۰۲۳، دسپلانچس با قراردادی پنج‌ساله به پالرمو در سری بی پیوست. او فصل ۲۰۲۳–۲۴ را به‌عنوان دروازه‌بان ذخیره‌ی میرکو پیلیاچلی سپری کرد و تنها در آخرین بازی خانگی فصل، در تساوی ۲–۲ برابر آسکولی در ۵ مه ۲۰۲۴، برای نخستین بار برای پالرمو به میدان رفت.

## دوران ملی
دسپلانچس در ایتالیا از پدری فرانسوی و مادری ایتالیایی به دنیا آمد. او در رده‌های پایه برای تیم ملی ایتالیا بازی کرده‌است و سابقهٔ حضور در تیم‌های زیر ۱۵ سال، زیر ۱۶ سال، زیر ۱۸ سال و زیر ۱۹ سال ایتالیا را دارد.
در ژوئن ۲۰۲۲، دسپلانچس در فهرست نهایی تیم ملی زیر ۱۹ سال ایتالیا برای حضور در قهرمانی زیر ۱۹ سال اروپا در اسلواکی قرار گرفت، جایی که ایتالیا تا مرحلهٔ نیمه‌نهایی پیش رفت اما برابر انگلستان، که در نهایت قهرمان شد، حذف شد.
در مه ۲۰۲۳، او به همراه تیم زیر ۲۰ سال ایتالیا در جام جهانی زیر ۲۰ سال ۲۰۲۳ در آرژانتین شرکت کرد. آتزورینی در این رقابت‌ها نایب قهرمان شد و در فینال مغلوب اروگوئه شد، با این حال، دسپلانچس جایزهٔ «دستکش طلایی» بهترین دروازه‌بان مسابقات را دریافت کرد.
در ۸ سپتامبر ۲۰۲۳، دسپلانچس نخستین بازی خود را برای تیم زیر ۲۱ سال ایتالیا در دیدار انتخابی قهرمانی زیر ۲۱ سال اروپا ۲۰۲۵ برابر لتونی انجام داد.